# Impact Of A Legend
Impact of a Legend è un EP composto da remix e materiale inedito del rapper defunto Eazy-E. L'EP è uscito al settimo anniversario della morte del rapper, ovvero il 26 marzo del 2002.

## Tracce
| # | Titolo           | Featuring                           | Durata della canzone |
| - | ---------------- | ----------------------------------- | -------------------- |
| 1 | "Intro"          | Rhythm D, Steffon                   | 1:06                 |
| 2 | "Eazy 1, 2, 3"   | Phalos Mode, Loesta                 | 4:01                 |
| 3 | "Cock the 9"     | Phalos Mode, Loco S.A.B., The Genie | 4:02                 |
| 4 | "Switchez"       | Roc Slanga                          | 4:29                 |
| 5 | "The Rev (Skit)" |                                     | 1:13                 |
| 6 | "No More Tears"  | Sacraphyce, Phalos Mode, The Genie  | 4:42                 |
| 7 | "Ruthless Life"  | Loesta, Cashish                     | 4:51                 |
| 8 | "Still Fuckem"   | The Genie, Paperboy, Phalos Mode    | 4:25                 |

L'album contiene un videogioco per computer, chiamato "Hittin' Switches".

## Samples
Eazy 1, 2, 3
- "G'd Up" di Tha Eastsidaz

Switchez
- "More Bounce to the Ounce" di Zapp & Roger
- "Tom's Diner" di Suzanne Vega
- "Make the Music With Your Mouth Biz" di Biz Markie

Ruthless Life
- "Jamaica Funk" di Tom Browne

## Fonti
Allmusic